# Isole di Terranova e Labrador

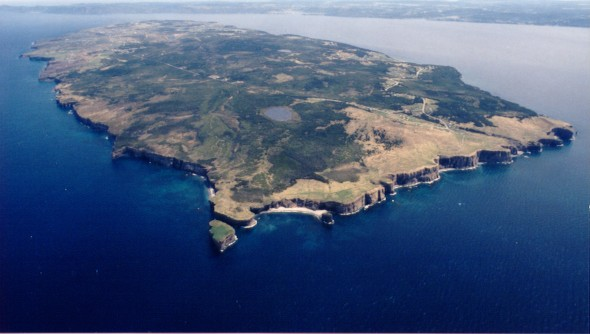
Bell Island

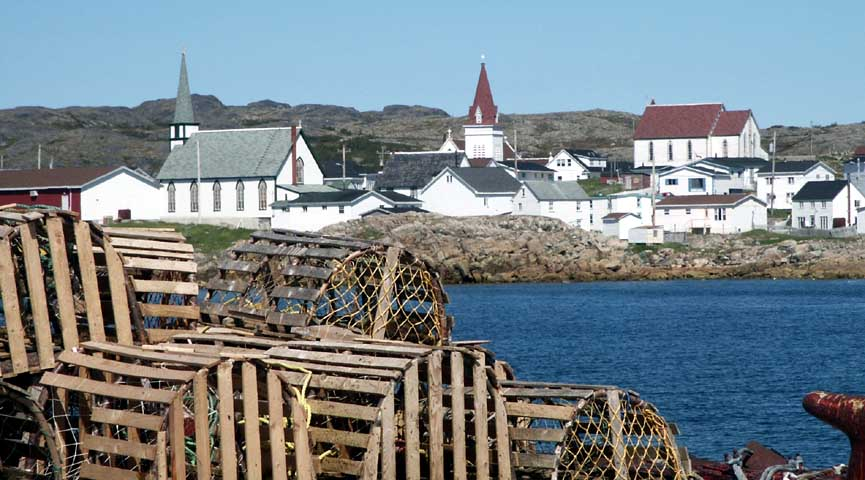
Paese sulla Fogo Island

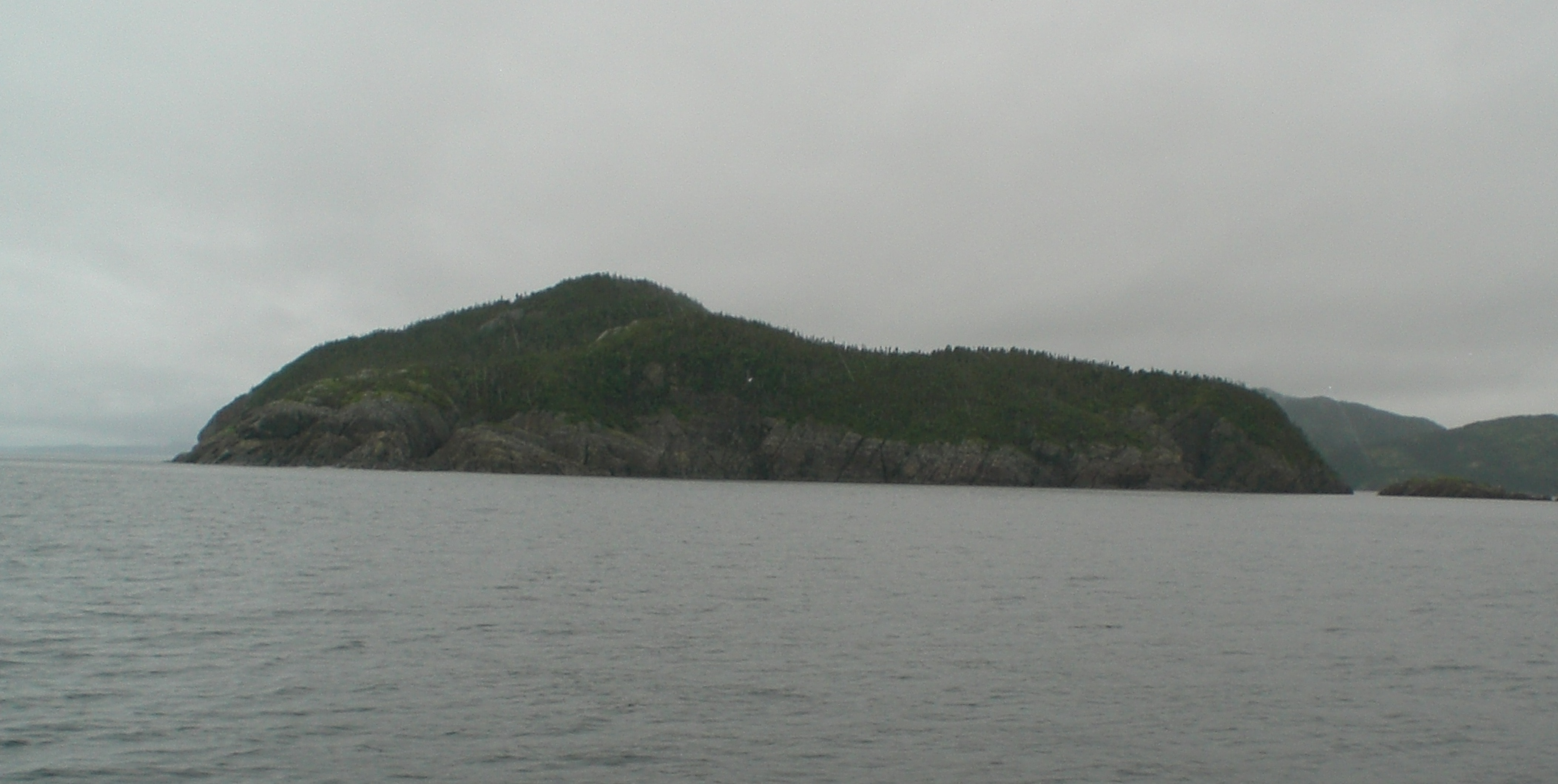
Keats Island

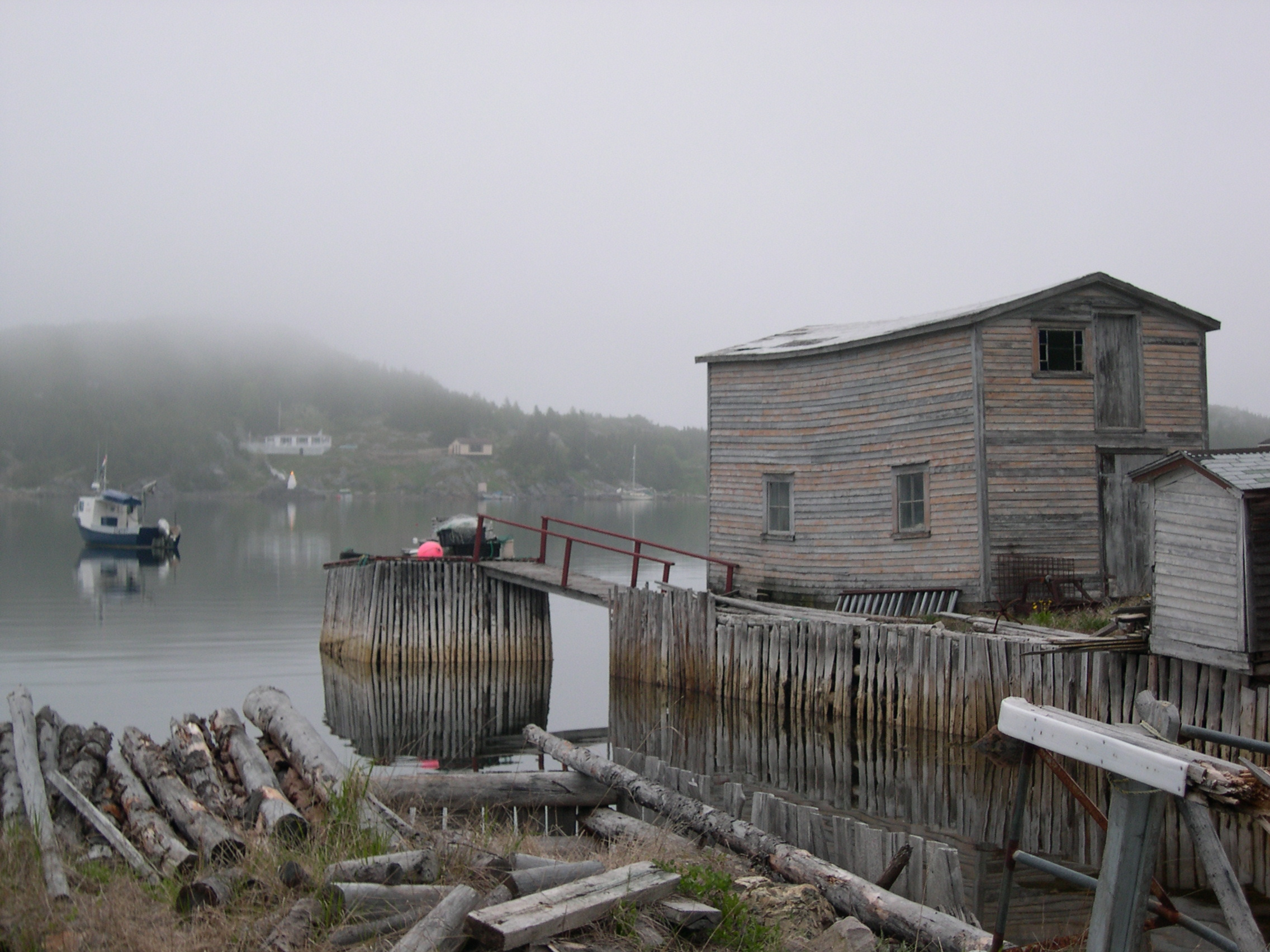
Porto sulle Little Bay Islands

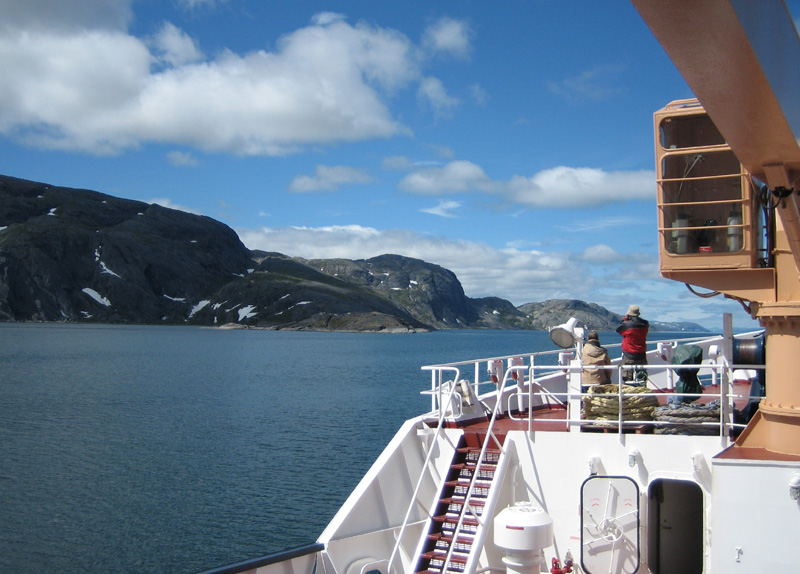
Costa della Paul's Island

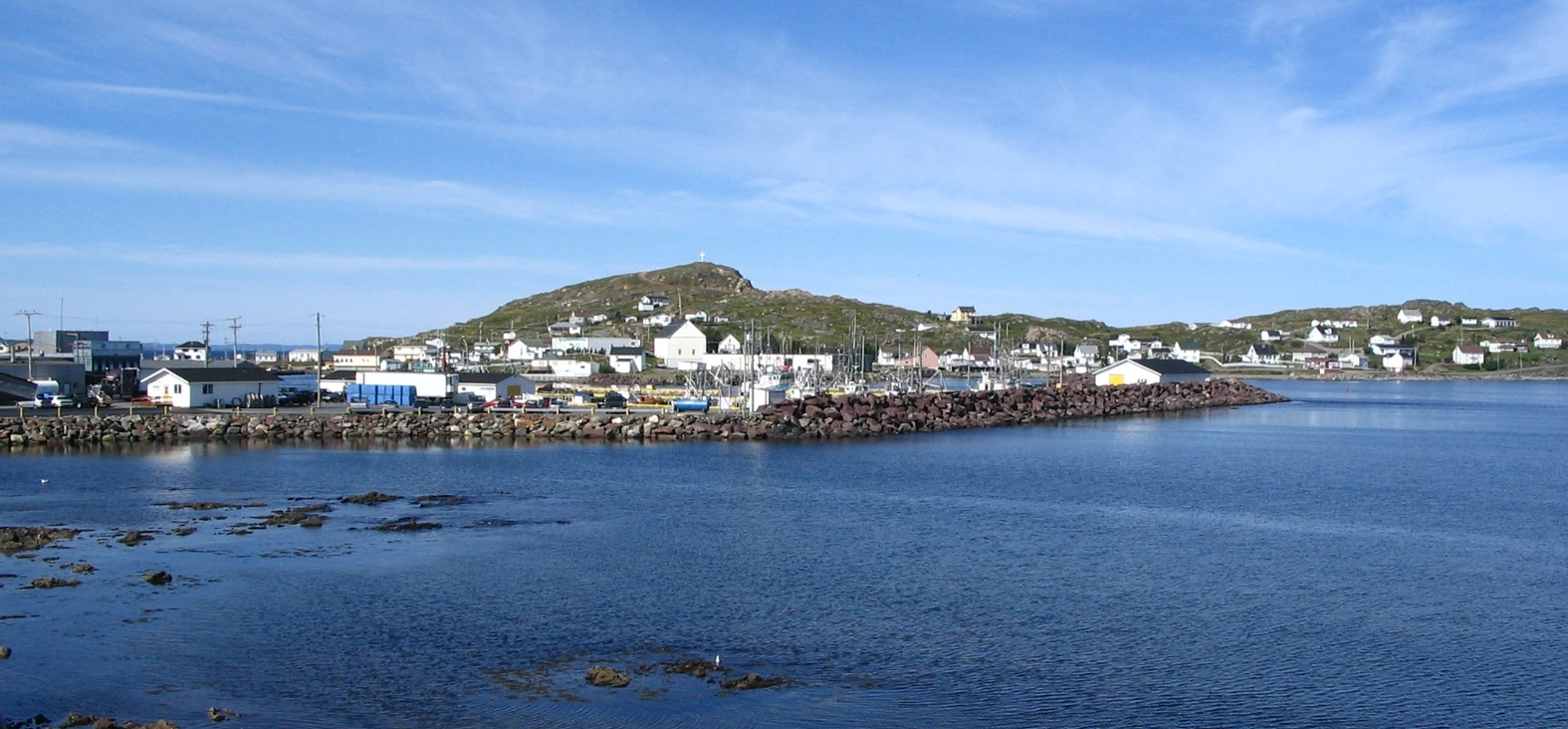
Twillingate

Questa è una lista di isole della provincia canadese di Terranova e Labrador.

## Lista di isole
| Nome               | Mare/lago             | Area (km²) | Coordinate              | Note                                                                           |
| ------------------ | --------------------- | ---------- | ----------------------- | ------------------------------------------------------------------------------ |
| Baccalieu          | Baia della Concezione | 5          | 48.130278°N 52.801389°W | Disabitata                                                                     |
| Balcalhoa          | Baia di Notre Dame    | 2.2        | 49.69369°N 54.54646°W   | Faro                                                                           |
| Bell               | Baia della Concezione | 34         | 47.65°N 52.933333°W     | Una delle Grey Islands; vi si trova Wabana                                     |
| Belle Isle         | Stretto di Belle Isle | 52         | 51.928889°N 55.359167°W | Due fari, disabitata                                                           |
| Brunette           | Baia della Fortuna    | 20         | 47.279722°N 55.900556°W |                                                                                |
| Bull, Cow and Calf | Oceano Atlantico      |            | 46.775833°N 54.098889°W | Arcipelago presso la Penisola di Avalon                                        |
| Carbonear          | Baia della Concezione | 0.3        | 47.7375°N 53.166944°W   | Disabitata                                                                     |
| Change             | Baia di Notre Dame    |            | 49.67194°N 54.4079°W    | Due isole, North e South                                                       |
| Dildo              | Baia della Trinità    | 0.9        | 47.566389°N 53.590833°W |                                                                                |
| Fogo               | Baia di Notre Dame    | 237.7      | 49.666667°N 54.166667°W | 2 706 abitanti (2006)                                                          |
| Funk               | Mare del Labrador     |            | 49.751944°N 53.192222°W |                                                                                |
| Glover             | Grand Lake            | 190        | 48.796944°N 57.658056°W | 18ª isola lacustre più grande del mondo                                        |
| Green (Catalina)   | Oceano Atlantico      | 0.6        | 48.5047°N 53.046°W      | Ad est della Penisola di Bonavista                                             |
| Green (Fortune)    | Baia della Fortuna    | 0.3        | 46.883333°N 56.083333°W | Ad ovest della Penisola di Burin                                               |
| Grey               | Oceano Atlantico      | 88         | 50.833333°N 55.583333°W | Due isole, Bell e Groais                                                       |
| Groais             | Oceano Atlantico      | 41         | 50.933333°N 55.6°W      | Una delle Grey Islands                                                         |
| Home               | Mare del Labrador     |            | 60.174444°N 64.271111°W |                                                                                |
| Horse              | Oceano Atlantico      | 25         | 50.210278°N 55.749444°W | A nord della Penisola di Baie Verte                                            |
| Keats              | Baia di Bonavista     | 0.7        | 48.652778°N 53.647222°W | Disabitata                                                                     |
| Kelly's            | Baia della Concezione |            | 47.544167°N 53.011389°W | Disabitata                                                                     |
| Killiniq           | Baia di Ungava        |            | 60.366667°N 64.616667°W |                                                                                |
| Landsat            | Mare del Labrador     | 0.1        | 60.176944°N 64.041667°W | Scoperta con il Landsat 1; forma il punto più orientale del Canada; disabitata |
| Little Bay         | Baia di Notre Dame    |            | 49.64477°N 55.79853°W   |                                                                                |
| Merasheen          | Baia di Placentia     |            | 47.5°N 54.25°W          |                                                                                |
| New World          | Baia di Notre Dame    |            | 49.57614°N 54.6566°W    | Vi si trovano Newville, Carter's Cove e Pike's Arm                             |
| North Star         | Mare del Labrador     | 1          | 60.367222°N 64.403611°W | L'isola più settentrionale della provincia, al largo della costa del Labrador  |
| Oderin             | Baia di Placentia     |            | 47.29322°N 54.80444°W   |                                                                                |
| Old Perlican       | Baia della Trinità    |            | 48.086667°N 53.021667°W |                                                                                |
| Paul's             | Mare del Labrador     |            | 56.516667°N 61.5°W      | Al largo del Labrador; fonte di labradorite                                    |
| Pouch              | Baia di Bonavista     | 0.2        | 49.16601°N 53.47482°W   |                                                                                |
| Puffin             | Baia della Concezione |            | 48.125669°N 52.812042°W |                                                                                |
| Quirpon            | Stretto di Belle Isle | 9.5        | 51.6°N 55.43°W          | Al largo della Grande Penisola Settentrionale                                  |
| Random             | Baia della Trinità    |            | 48.116667°N 53.733333°W | Circondata dalla Penisola di Bonavista                                         |
| Sandy Point        | Baia di San Giorgio   | 3          | 48.45°N 58.483333°W     |                                                                                |
| Silver Fox         | Baia di Bonavista     | 2          | 49.01842°N 53.68388°W   |                                                                                |
| South Aulatsivik   | Oceano Atlantico      |            | 56.764167°N 61.516389°W |                                                                                |
| Square             | Mare del Labrador     |            | 52.73352°N 55.83715°W   | Al largo del Labrador, presso il Braccio dell'Orso Bianco                      |
| Swain's            | Baia di Bonavista     |            | 49.13929°N 53.54579°W   | Arcipelago di otto isole                                                       |
| Terranova          | Oceano Atlantico      | 111390     | 49°N 56°W               | La parte più popolosa della provincia                                          |
| Twillingate        | Baia di Notre Dame    |            | 49.65°N 54.75°W         | Dal suo nome francese Toulinquet                                               |
| Wadham             | Oceano Atlantico      |            | 49.59178°N 53.7636°W    |                                                                                |